# صموئيل مانينغ
صموئيل مانينغ (بالإنجليزية: Samuel Manning)‏ هو جعتي ‏ نيوزيلندي، ولد في 1841 في سوفولك في المملكة المتحدة، وتوفي في 1 نوفمبر 1933 في St Albans, New Zealand ‏ في نيوزيلندا.